# 271 км (зупинний пункт)
271 кіломе́тр (також Ромашківка) — пасажирський залізничний зупинний пункт Рівненської дирекції Львівської залізниці.
Розташований у селі Ромашківка Ківерцівського району Волинської області на лінії Здолбунів — Ковель між станціями Олика (6 км) та Цумань (4 км).
Станом на березень 2019 року щодня п'ять пар електропоїздів прямують за напрямком Ковель-Пасажирський/Луцьк — Здолбунів.